# Redemoinho de fogo

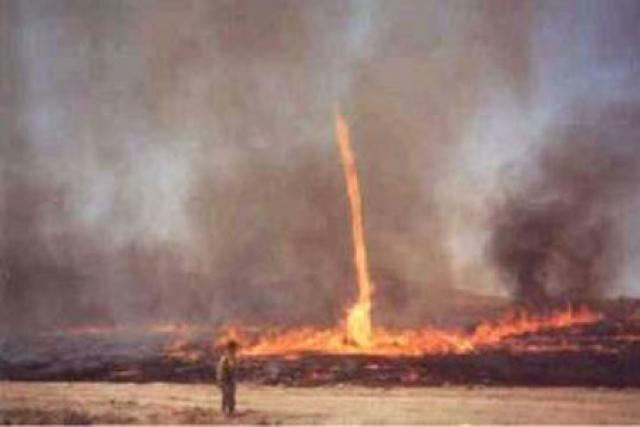
Um redemoinho de fogo

Um redemoinho de fogo, também chamado de tornado de fogo, é um raro fenômeno no qual o fogo, sob certas condições (dependendo da temperatura do ar e das correntes) adquire uma vorticidade vertical e forma um redemoinho ou uma coluna de ar de orientação vertical similar a um tornado.

## Propriedades
A maioria dos grandes tornados de fogo surgem a partir de incêndios florestais nos quais estão presentes correntes de ar quente ascendentes e convergentes. Usualmente eles têm de 10 a 50 metros de altura e uns poucos metros de largura e duram somente alguns segundos. Alguns podem ter mais de um quilômetro de altura, conter ventos superiores a 160 km/h e durar mais de 20 minutos. Os redemoinhos de fogo podem destruir árvores de 15 metros de altura.

## Casos notáveis
O exemplo dos efeitos que pode ter um fenômeno destas características sucedeu-se em 1923 durante o Grande sismo de Kantō, o qual provocou uma tormenta de fogo do tamanho de uma cidade e produziu um redemoinho de fogo que matou a 38 mil pessoas em quinze minutos na região de  Hifukusho-Ato, Tóquio. Outro fenômeno do tornado de fogo, ocorreu recentemente na região centro-oeste do Brasil no ano de 2019, mais precisamente nas cidades goianas. Foram registrados em vídeos e divulgados em alguns sites imagens desses fenômenos que intrigaram e assustaram os moradores das cidades de Goiás como nas cidades de Santa Helena e Jandaia, que exploram e degradam o Cerrado local através do agro-negócio como exemplo, lavouras de comodidades e pecuária.